# Hot Springs (Arkansas)
Hot Springs és una població dels Estats Units a l'estat d'Arkansas. Segons el cens del 2008 tenia 39.467 habitants.

## Demografia
Segons el cens del 2000, Hot Springs tenia 35.750 habitants, 16.096 habitatges, i 9.062 famílies. La densitat de població era de 419,7 habitants/km².
Dels 16.096 habitatges en un 22% hi vivien nens de menys de 18 anys, en un 40,2% hi vivien parelles casades, en un 12,4% dones solteres, i en un 43,7% no eren unitats familiars. En el 38,4% dels habitatges hi vivien persones soles el 18,3% de les quals corresponia a persones de 65 anys o més que vivien soles. El nombre mitjà de persones vivint en cada habitatge era de 2,12 i el nombre mitjà de persones que vivien en cada família era de 2,8.
Per edats la població es repartia de la següent manera: un 20,2% tenia menys de 18 anys, un 8,2% entre 18 i 24, un 25,4% entre 25 i 44, un 23% de 45 a 60 i un 23,2% 65 anys o més.
L'edat mediana era de 42 anys. Per cada 100 dones de 18 o més anys hi havia 84,6 homes.
La renda mediana per habitatge era de 26.040 $ i la renda mediana per família de 32.819 $. Els homes tenien una renda mediana de 25.861 $ mentre que les dones 20.155 $. La renda per capita de la població era de 17.961 $. Entorn del 13,7% de les famílies i el 19,2% de la població estaven per davall del llindar de pobresa.

## Fills il·lustres
- Alan Ladd (1913 - 1964) actor

## Poblacions més properes
El següent diagrama mostra les poblacions més properes.